# Jonah Ayunga
Jonah Ananias Paul Ayunga (* 24. Mai 1997 in Beaminster) ist ein englischer Fußballspieler kenianischer Herkunft. Der Mittelstürmer steht beim FC St. Mirren in der Scottish Premiership unter Vertrag.

## Karriere
Jonah Ayunga begann seine Karriere in der Nähe seiner Geburtsstadt bei Bridport Youth. Im Juli 2015 absolvierte Ayunga ein Probetraining bei Dorchester Town aus der Southern Football League und beeindruckte die Mannschaft in der Saisonvorbereitung. Infolgedessen wurde Ayunga von dem Verein unter Vertrag genommen und unterzeichnete einen Einjahresvertrag. Im Januar 2016 wechselte Ayunga vorzeitig aus seinem Vertrag heraus und stimmte einen Transfer zu Brighton & Hove Albion zu. Der Wechsel wurde am 1. Februar 2016 für eine Ablösesumme von 40.000 £ bestätigt, womit Dorchester Town die größte Transfersumme der Vereinsgeschichte erhielt. Im Oktober 2016 wurde Ayunga für einen Monat an Burgess Hill Town aus der Isthmian League ausgeliehen, nachdem er zuvor siebenmal in der U23-Mannschaft von Brighton & Hove zum Einsatz gekommen war. Im Januar 2017 folgte ein Leihwechsel für die Saison 2017 zum irischen Klub Sligo Rovers. Sein Debüt bei den „Rovers“ gab er am Eröffnungsspieltag der Saison, bei einer 1:5-Niederlage gegen den FC Limerick. Am 2. Spieltag wurde er bei einer 0:4-Niederlage gegen Dundalk vom Platz gestellt. Nach seiner Rückkehr von der Sperre erzielte Ayunga am 8. April 2017 sein erstes Tor für den Verein, beim 2:0-Sieg über Bohemians Dublin. Anschließend erzielte er zwei weitere Tore gegen Drogheda United und Limerick. Seine Leihe endete am 31. Juli 2017, er bestritt insgesamt 21 Spiele und erzielte vier Tore in der League of Ireland. Ayunga verblieb für den Rest der Saison 2017 in Irland, und wechselte auf Leihbasis zu Galway United. Sein Debüt gab er am 4. August 2017 bei einem 2:1-Sieg über Finn Harps. Ayungas Leihe in Galway wurde nach nur zwei Spielen aufgrund eines Knochenbruchs verletzungsbedingt abgebrochen. Danach war er kurzzeitig an Poole Town in die National League South verliehen.
Ayunga unterschrieb im Sommer 2018 beim Fünftligisten Sutton United, nachdem sein Vertrag von Brighton & Hove Albion nicht verlängert wurde. Am 4. September 2018 debütierte er beim 1:0-Sieg über Maidstone United. Knapp einen Monat später erzielte er sein erstes Tor für den Verein, als er den Siegtreffer gegen Leyton Orient erzielte. Im November 2018 wechselte Ayunga für drei Monate auf Leihbasis zum Ligakonkurrenten Havant & Waterlooville. Nachdem er in vier Spielen zwei Tore erzielt hatte, kehrte er vorzeitig nach Sutton zurück und kam noch siebzehn weitere Mal zum Einsatz, wobei er zwei Tore erzielte, bevor er das Team am Ende der Saison verließ.
Im Mai 2019 kehrte Ayunga zurück nach Havant. Am Ende der Saison hatte Ayunga achtzehn Tore in der Liga erzielt. Im Juli 2020 unterschrieb Ayunga für eine nicht genannte Ablösesumme einen Zweijahresvertrag beim englischen Drittligisten Bristol Rovers. Er debütierte für den Verein am 5. September 2020 bei einer 0:3-Niederlage im Ligapokal gegen Ipswich Town. Er machte seinen ersten Starteinsatz für den Verein im darauffolgenden Spiel beim 2:2-Unentschieden gegen Walsall in der EFL Trophy, in dem ihm auch sein erstes Tor für den Verein gelang. Am 16. Februar 2021 erzielte Ayunga seine ersten Ligatore, als er einen Doppelpack gegen Portsmouth erzielen konnte.
Nach dem Abstieg der Bristol Rovers als Tabellenletzter in die vierte Liga, wechselte Ayunga zum Aufsteiger in diese, dem FC Morecambe. Im Juni 2022 wechselte Ayunga nach Schottland zum FC St. Mirren.